# Собібор (фільм)
«Собібор» (рос. Собибор)— російський фільм у жанрі військової драми, повнометражний режисерський дебют Костянтина Хабенського. 
Прем'єра фільму в Росії відбулася 3 травня 2018 року. В основі фільму лежить короткий зміст книги «Олександр Печерський: прорив у безсмертя» письменника Іллі Васильєва. Виробництво фільму здійснювалося на студії «Патріот Продакшнс».

## Сюжет
В основі фільму лежить реальна історія, що трапилася в 1943 році у нацистському таборі смерті Собібор на території Польщі. Головний герой фільму — радянський єврей Олександр Печерський (Костянтин Хабенський), інтендант, армійський постачальник, що дослужився до звання лейтенанта. У жовтні 1943 року він потрапляє в полон і опиняється в концтаборі Собібор, куди звозили євреїв вже не на роботи, а з метою знищення в газових камерах. Йому, Олександрові, вдасться всього за 3 тижні спланувати інтернаціональне повстання силами ув'язнених з країн Західної Європи та Польщі. Це повстання стане єдиним успішним за весь час війни. У результаті  повстання завершиться масовою втечею в'язнів з нацистського табору смерті.

## В ролях
- Костянтин Хабенський — Печерський Олександр
- Кристофер Ламберт — Карл Френцель
- Марія Кожевникова — Сельма
- Фелісе Янкель — Люка
- Дайнюс Казлаускас — Лео
- Михалина Ольшанська — Ханна
- Вольфганг Черни[de] — Густав Вагнер
- Філіп Рейнгардт — Зигфрід
- Дірк Мартенс — Бекмен
- Максиміліан Дірр — Нойман
- Гела Месхі — Семен Розенфельд
- Роман Агеєв — Борис Цибульський
- Сергій Годін — Аркадій Вайспапір
- Євген Сармонт — Лейтман
- Джошуа Рубін — Якоб
- Фабіан Коченскі — Гайм
- Веслав Кічі — Джозеф
- Іван Злобін — Шломо

## Знімальна група
- Автори сценарію: Костянтин Хабенський за участю Олександра Адабаш'яна, Андрія Назарова і Анни Чернакової
- Режисер-постановник: Костянтин Хабенський
- Оператор-постановник: Рамунас Грейчюс
- Композитор: Кузьма Бодров
- Художник-постановник: Юргіта Гердвілайте
- Художник-костюмер: Гульнара Шахмілова
- Художник по гриму: Марія Новикова
- Продюсери: Ельміра Айнулова, Гліб Фетісов, Марія Журомська, Кестутіс Драздаускас (лінійний), Іван Васильєв (креативний), Марія Михайлова (виконавчий)

## Створення
Фільм заснований на книзі Іллі Васильєва «Олександр Печерський: прорив у безсмертя». Робоча назва фільму — «Легенда про втечу». Спочатку режисером картини був Андрій Малюков. Потім його змінив виконавець головної ролі Костянтин Хабенський, для якого це стало режисерським дебютом.
Пізніше в інтерв'ю «KinoPoiskа» Хабенський спростовував інформацію, що спочатку режисером був призначений Малюков. Він пояснював це тим, що спочатку Костянтина запросили в картину як актора, а режисер на той момент не був остаточно затверджений. Хабенський пожартував: «Якщо не знайдете когось гідного, картину зніму я», що згодом було сприйнято продюсерами всерйоз. Хабенський спочатку відмовився від режисерського крісла, але потім дав згоду. Малюков ж залишався і залишається художнім керівником картини. Для Хабенського його поради виявилися корисні як для дебютанта в режисурі.
Основні зйомки пройшли в Литві, де були побудовані декорації концтабору за кресленнями, зробленими учасниками археологічних розкопок у Собіборі.

## Прем'єра
Вперше в Росії фільм був представлений 29 січня 2018 року на заході, присвяченому Міжнародному дню пам'яті жертв Голокосту й річниці повного звільнення Ленінграда від німецько-фашистської блокади у Єврейському музеї та центрі толерантності. На показі були присутні президент Росії Володимир Путін, прем'єр-міністр Ізраїлю Біньямін Нетаньягу, ветерани Німецько-радянської війни, творча група фільму. Світова прем'єра «Собібора» пройшла у Варшаві 23 квітня 2018 року. Перший російський показ фільму відбувся 24 квітня у місті Ростов-на-Дону.
Телевізійна прем'єра фільму у Росії відбулася 14 червня 2018 року на «Першому каналі».

## Критика
Фільм отримав середні оцінки російських кінокритиків. На сайті Megacritic середній бал склав 6,0 з 10, на основі 26 рецензій. Оглядач «Новой газети» Лариса Малюкова поставила фільму 8 балів з 10.
Історики та експерти з прав національних меншин зазначають ідеологічне спрямування фільму. Зокрема В'ячеслав Ліхачов підкреслив, що стрічка "Собібор" є частиною процесу приватизації Росією пам'яті про Голокост у вигідному для Кремля світлі:
"...в контексті меморіалізації пам'яті війни і Голокосту Кремль ігнорує півтони. Пострадянська Росія пішла ще далі Радянського Союзу в "приватизації" перемоги над нацизмом, доводячи радянський культ Великої Вітчизняної війни до абсурду. Як відомо, Володимир Путін стверджує, що Росія і сама, без України, "виграла б Другу світову війну". Повстання в Собіборі - символ, який Росія активно використовує для зміцнення свого іміджу ексклюзивної "переможниці нацизму" і на міжнародній арені. За багатьма оцінками, фільм "Собібор" знімався в першу чергу для іноземного глядача...
Чому повстання в Собіборі таке важливе для Москви? Все, насправді, гранично логічно. Кремлівська пропаганда системно і послідовно формує чітку асоціацію Росії з опором нацизму і перемогою над нацизмом. До речі, важливим елементом цього наративу є дискредитація східноєвропейських політичних суперників Росії (включаючи Україну і країни Балтії) під формальним приводом боротьби за пам'ять про Голокост".